# موسكينو
موسكينو (بالإيطالية: Moschino)‏ (النطق الإيطالي: ‎[moˈskiːno]‏) المتميزة منذ عام في 1983 في صناعة أزياء إيطالية نسائية ورجالية وللأطفال. أسسها المبدع فرانكو موسكينو وتشتهر أزياءها بجودة خامتها وتنوع ألوانها وبعد وفاة فرانكو موسكينو عام 1994، قامت مساعدته الرائعة روسيلا جارديني مواصلة تطوير هذه الدار وحصلت على منصب المدير. حققت نجاحا باهراً وأضيفت علامتها التجارية إلى مجموعة أيفي في 1999، مستحقة بذلك تميزاً مرموقاً.

## تاريخ

### تأسيس
أُنشئت العلامة التجارية في الأصل عام 1983 على يد الراحل فرانكو موسكينو (1950-1994). اشتهرت موسكينو بعلامة الأزياء الخاصة به وبمبتكراته الملونة غريبة الأطوار في بعض التصميمات أحياناً لحبه للجنيات، وانتقاداته لصناعة الأزياء، وحملات التوعية الاجتماعية التي قام بها في أوائل التسعينيات. بعد وفاة فرانكو موسكينو، أصبحت روسيلا جارديني، مساعدته السابقة، مديرة إبداعية. كانت العلامة التجارية جزءًا من مجموعة أزياء أيفي منذ عام 1999.

### موسكينو حاليا

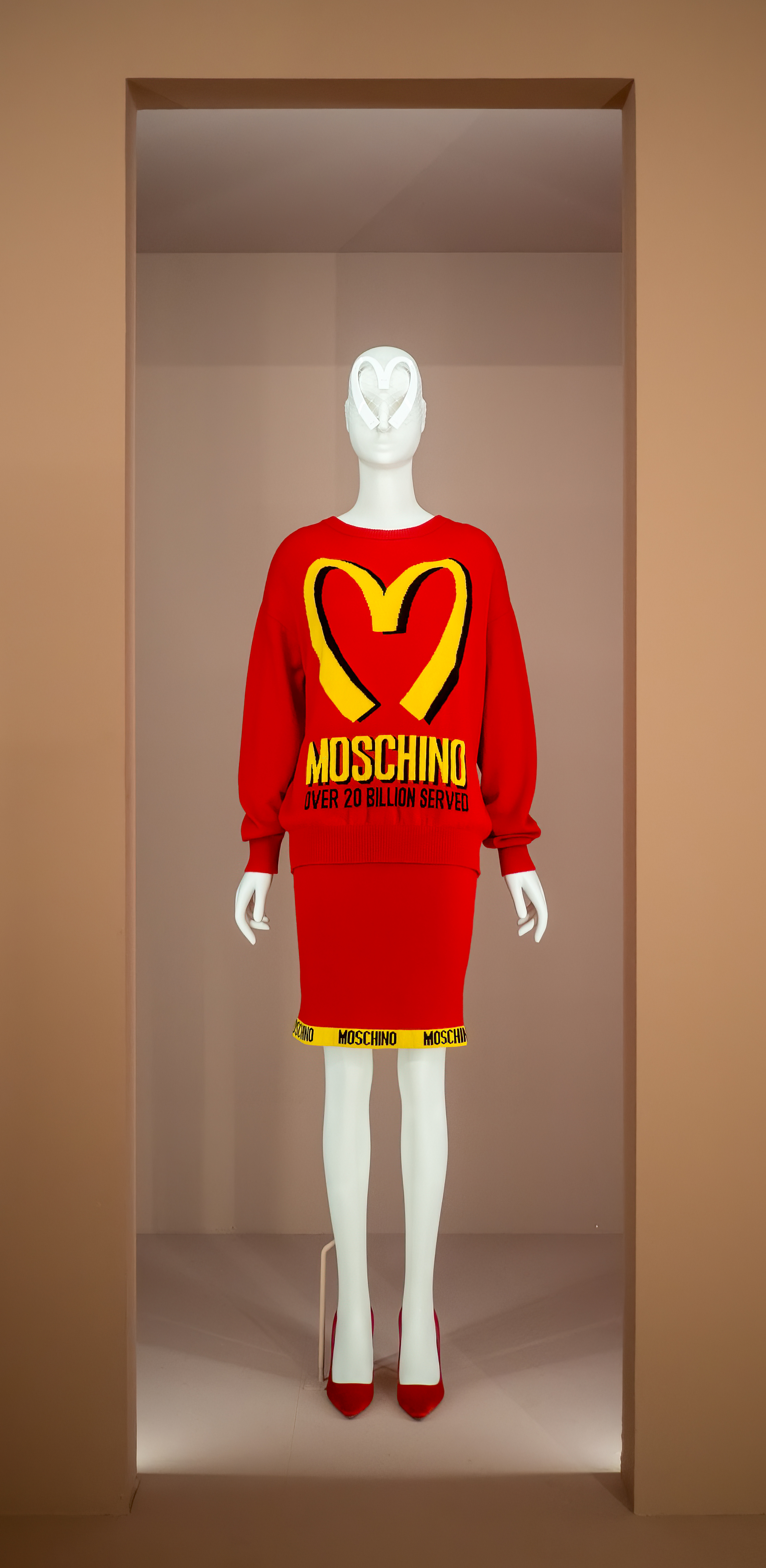
تصميم موسكينو من عام 2014 معروض في معرض متحف متروبوليتان للفنون المعسكر: ملاحظات على الموضة

كانت روسيلا جارديني مديرة إبداع موسكينو من 1994 إلى أكتوبر 2013. مسؤولة عن صورة العلامة التجارية وأسلوبها، أنجزت جارديني دور «الشاهد الإبداعي»، وحافظت على النهج الأسلوبي والفلسفي على قيد الحياة بعد وفاة فرانكو موسكينو (في 18 سبتمبر 1994)، الذي تعاونت معه منذ عام 1981.[بحاجة لمصدر] في أكتوبر 2013، أصبح جيريمي سكوت المدير الإبداعي لموسكينو، حيث عرض أول مجموعة موسكينو له في خريف 2014.
في عام 2006، صمم موسكينو الملابس لحفل افتتاح دورة الألعاب الأولمبية الشتوية لعام 2006 في تورين. صمم موسكينو أيضًا ملابس لكايلي مينوغ عام 2005 فتاة الاستعراض: جولة أعظم رحلة، نظارة شمسية لجولة مادونا 2008 جولة لزجة و حلوة  وستة أزياء لليدي غاغا من أجلها جولة حفلة هكذا ولدت في 2011-2012.
ابتداءً من المجموعة السابقة لخريف وشتاء 2008-2009، غيّرت علامة موسكينو جينز اسمها إلى حب موسكينو.
مالك علامات موسكينو هو موسكينو سي بي أي، الشركة التي استحوذت عليها شركة أيفي سي بي أي (منتج موسكينو منذ عام 1983) وشركة سبورتسوير إنترناشيونال أس بي أي (سينف هولدينج سي بي منذ عام 2006) في عام 1999. تقوم موسكينو سي بي أي بإدارة علامتها التجارية وأنشطة اتفاقية الترخيص والتواصل وتنسيق السياسات التجارية بشكل مستقل.
في عام 2007، وقعت شركة موسكينو سي بي أي اتفاقية حصرية مع شركة خدع سينوارد الدولية القابضة المحدودة لمنح الامتياز وتوزيع منتجاتها في جمهورية الصين الشعبية (باستثناء هونغ كونغ وماكاو). تنص الاتفاقية التي مدتها عشر سنوات على افتتاح أربعين متجراً (22 في السنوات الخمس الأولى من التعاون) والتوزيع الحصري لخطوط الملابس ذات العلامات التجارية موسكينو بدءًا من مجموعة S / S 2008.
أعلنت شركة موسكينو سي بي أي أيضًا عن اتفاقية مدتها خمس سنوات قابلة للتجديد مع أليسون لإنشاء وتطوير وتوزيع مجموعة نظارات موسكينو الجديدة في جميع أنحاء العالم، وتوقيع اتفاقية مدتها خمس سنوات (قابلة للتجديد لمدة خمس سنوات أخرى) مع مجموعة بيندا للتصنيع. وتسويق الساعات ولأول مرة في مجموعة المجوهرات المرخصة بعلامة موسكينو رخيصة وشيك التجارية. قُدمت المجموعة الجديدة من خوذات موسكينو للعالم لأول مرة في نوفمبر 2007، خلال معرض إيكما. كانت هذه الخوذات نتيجة تعاون بين مصنعي خوذة ماكس سيفتي فاشن والعلامة التجارية للأزياء موسكينو.
في أكتوبر 2008، أعلنت شركتا موسكينو سبا وألتانا سبا، وهما شركتان مختصتان في قطاع ملابس الأطفال، عن توقيع اتفاقية لإنشاء مجموعات موسكينو للأولاد والبنات وتطويرها وتوزيعها عالميًا لمدة خمس سنوات قابلة للتجديد. المجموعات، التي بقي جانبها الإبداعي في موسكينو، كانت تستهدف ثلاث فئات عمرية: موسكينو تين للأعمار من ستة إلى أربعة عشر؛ موسكينو كيد لمدة اثني عشر إلى ثمانية عشر شهرًا إلى ستة أعوام؛ وموسكينو أطفال من شهر إلى ثلاثة أشهر إلى عامين.
في يوليو 2011، قُدمت مجموعة الشركة على منصة عرض أزياء برانديري في برشلونة.
في فبراير 2014، أعلنت WWD أن أنجيلا ميسوني وظفت روسيلا جارديني، المديرة الإبداعية السابقة لموسكينو، كمستشارة «لتبادل الأفكار» حول مجموعات الأزياء الخاصة بها. ستستمر أنجيلا ميسوني في كونها المدير الإبداعي لميسوني.

## ملصقات
تتكون العلامة التجارية من عدة علامات: موسكينو (الخط الرئيسي للنساء والرجال)، بوتيك موسكينو رخيصة وأنيقة (خط النساء الثانوي، أُنشئ في عام 1988)، حب موسكينو (خط انتشار النساء والرجال، المعروف باسم موسكينو رجال من 1986 إلى 2008)، من أجل التفرد. بالإضافة إلى ذلك، تُباع الإكسسوارات والمجوهرات والساعات والعطور ومستحضرات التجميل وحتى خوذات الطائرات النفاثة تحت علامة موسكينو التجارية. جميع موديلات الساعات تقريبًا من صنع مجموعة بيندا. في ميلانو، افتتحت موسكينو فندقها الخاص في عام 2009، «منزل موسكينو».
ابتداءً من عام 2014 وتحت إشراف المدير الإبداعي جيريمي سكوت، دُمج موسكينو شيب وشيب في خط ثانوي جديد للنساء يسمى بوتيك موسكينو.

## التعاونات
في أبريل 2018، أعلنت شركة موسكينو عن تعاونها مع العلامة التجارية السويدية للبيع بالتجزئة إتش أند أم والتي كان من المقرر إطلاقها في نوفمبر 2018. في أبريل 2019، أُعلن أن موسكينو ستصدر مجموعة بالتعاون مع لعبة EA ذي سيمز 4. ستتضمن المجموعة ملابس منقطة مستوحاة من اللعبة.

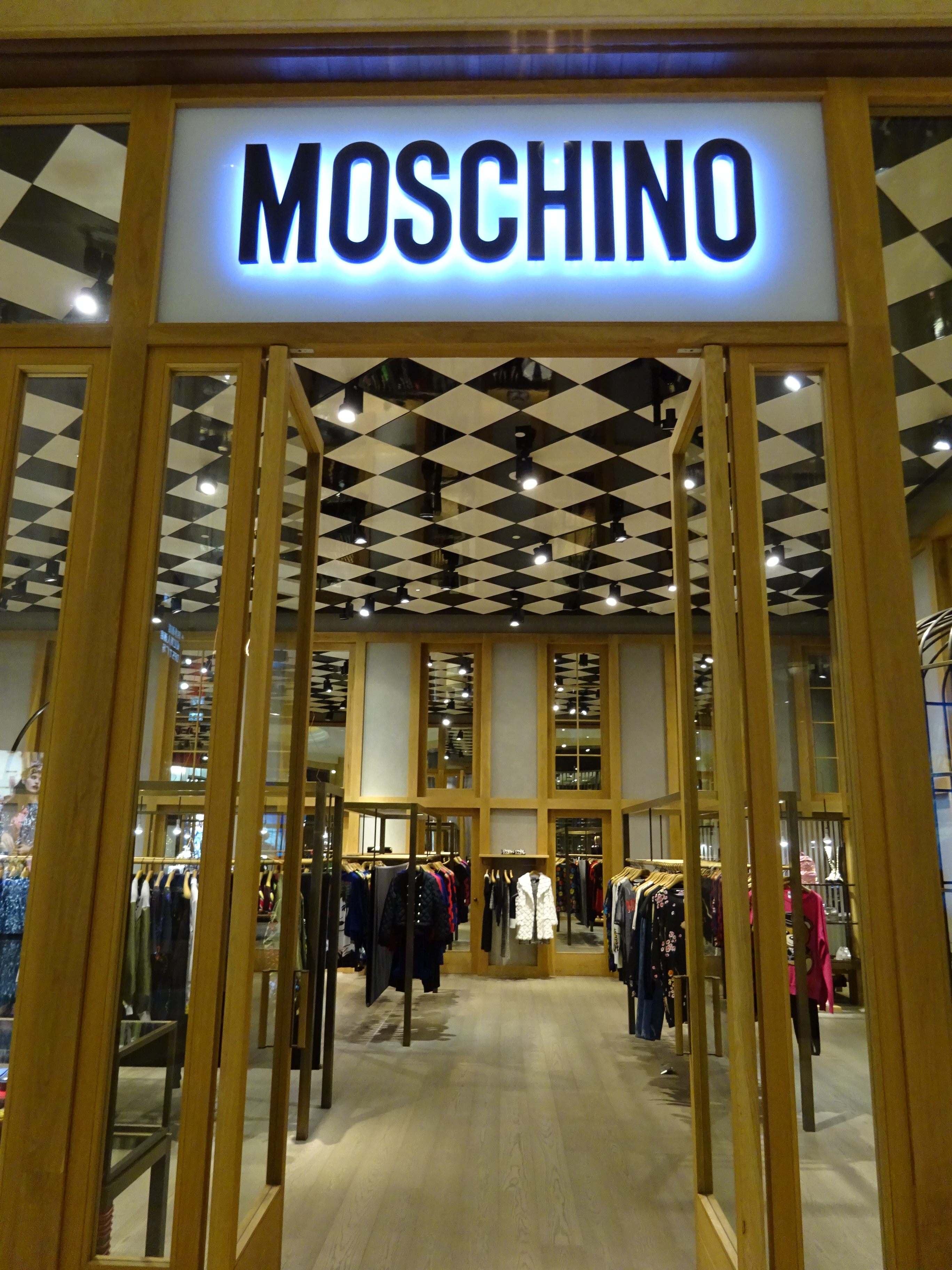
MC 澳門 Macau 路 氹 城 Cotai 四季 名店 المتسوقون في متجر فور سيزونز مول الداخلي لافتة اسم MOSCHINO

## في الثقافة الشعبية
- تشير أغنية ليل كيم «الملكة الكلبة» لعام 1996 إلى موسكينو بالسطر «كنت أرتدي موسكينو، لكن كل عاهرة حصلت عليها / الآن أنا أعزف المنك الملون لأن جيبي تظل معقودة».[20]
- تشير أغنية نوتوريوس بي. آي. جي. لعام 1997 «منوم» إلى موسكينو بعبارة «كل مجرفة فيلي، عجينة وموسكينو (هيا)».[21]
- تشير أغنية آمي واينهاوس لعام 2003 «خذ الصندوق» إلى موسكينو بعبارة «حمالة صدر موسكينو التي اشتريتها لي في عيد الميلاد الماضي / ضعيها في الصندوق، ضعيها في الصندوق.»[22]

## روابط خارجية
- الصفحة الرئيسية الرسمية
- فرانكو موسكينو
- باللغة الإيطالية Collezione رخيص وشيك Autunno Inverno 2007/2008
- { http://stylegods.com/15-brands-you-have-been-enunciating-wrong-brand-present}